# Beybienkia
Beybienkia is een geslacht van rechtvleugeligen uit de familie Pamphagidae. De wetenschappelijke naam van dit geslacht is voor het eerst geldig gepubliceerd in 1956 door Tsyplenkov.

## Soorten
Het geslacht Beybienkia omvat de volgende soorten:
- Beybienkia barbarus Liu, 1979
- Beybienkia barkolensis Liu, 1979
- Beybienkia lithophila Gorochov & Mishchenko, 1989
- Beybienkia songorica Tsyplenkov, 1956